# Любосіна
Любосіна (пол. Lubosina) — село в Польщі, у гміні Пневи Шамотульського повіту Великопольського воєводства.
Населення — 269 осіб (2011).
У 1975-1998 роках село належало до Познанського воєводства.

## Демографія
Демографічна структура станом на 31 березня 2011 року:
|          | Загалом | Допрацездатний вік | Працездатний вік | Постпрацездатний вік |
| -------- | ------- | ------------------ | ---------------- | -------------------- |
| Чоловіки | 136     | 24                 | 91               | 21                   |
| Жінки    | 133     | 23                 | 76               | 34                   |
| Разом    | 269     | 47                 | 167              | 55                   |